# Konstantin Slutjevskij

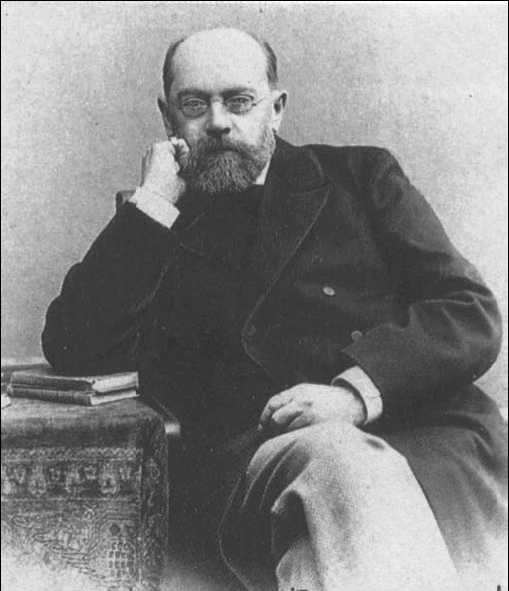
Konstantin Slutjevskij

Konstantin Konstantinovitj Slutjevskij (ryska: Константин Константинович Случевский), född 7 augusti 1837 (gamla stilen: 26 juni) i Sankt Petersburg, död där 8 oktober (gamla stilen: 25 september) 1904, var en rysk författare. 
Slutjevskij lämnade krigstjänsten 1861, blev 1865 promoverad till filosofie doktor i Heidelberg, tjänade sedan i inrikesministeriet och blev 1891 huvudredaktör för det officiella organet "Pravitelstvennyj vjestnik". Hans litterära verksamhet började 1857 med dikter, av vilka några (Statyn, Yestalka, Offerprästen i Memfis) tillhör hans yppersta. Mot Nikolaj Tjernysjevskij och Dmitrij Pisarev skrev han 1866 den polemiska broschyren Jaulenija russkoj zjizni pod kritikoju estetiki (Ryska livets företeelser under den estetiska kritiken). År 1878 återupptog han den poetiska verksamheten med bland annat mysterier och ballader, som samlades i fyra delar (1881–90; ny upplaga 1898) Dessutom författade han på prosa många berättelser, ryska reseskildringar och ett par dramer.